# La Constellation Jodorowsky
Pour plus de détails, voir Fiche technique et Distribution.
La Constellation Jodorowsky est un film documentaire suisse de Louis Mouchet sorti en 1994 et consacré à l'artiste d'origine chilienne Alexandro Jodorowsky.
L'auteur part en quête de l'« artiste total » qu’est Alejandro Jodorowsky : tour à tour cinéaste, écrivain, metteur en scène de théâtre, auteur de bandes dessinées, mime, montreur de marionnettes, psycho-magicien, découvreur empirique de la psychogénéalogie (qu'il nommera plus tard la "métagénéalogie"), clown... Ces multiples facettes forment, selon Louis Mouchet, un tout cohérent.

## Synopsis
Le film commence dans la demeure parisienne de ce Chilien de source, puis Mexicain d’adoption, pour nous faire entrer dans son éclectique bibliothèque.  On le voit s’installer pour une interview clairement mise en scène, puisqu’il demande à son interlocuteur comment il doit se placer par rapport à la caméra... À la première question “ Qui es-tu ? ” Jodorowsky répond d’abord par un soupir d’exaspération, avant de citer la réponse du Bodhi Dharma à la même interrogation de l’Empereur de Chine : “Je ne sais pas ! ”. Puis il poursuit “... Seulement quand on est mort on peut savoir qui on est. Croire savoir qui on est c’est placer un arrêt à l’intérieur de soi.” À ce jeu d’interrogation réflexives, l’intervieweur-réalisateur se trouvera finalement de l’autre côté de la caméra-miroir, se livrant alors totalement lui-même, révélant son drame personnel sous nous yeux et entrant dans une mise en scène psychogénéalogique selon les méthodes jodorowskiennes. Cela le mènera jusqu’à l’acte "psycho-magique" libérateur qui conclut ce film, dans une séquence particulièrement émouvante, et qui prend littéralement à la gorge.

## Fiche technique
- Titre original : La Constellation Jodorowsky
- Autres titres : The Jodorowsky Constellation, La Constellación Jodorowsky
- Réalisation, scénario et production : Louis Mouchet
- Sociétés de production : Neovision, Les Films du Grains de Sable, Les Humanoïdes Associés, TCV Télécinévidéo SA
- Caméra : François Husson, Gilles Clabaut
- Son : Eric Ghersinu
- Directrice de production : Agnès Azuelos
- Montage : Pascal Salamin
- Musique : Dorothy Cox
- Mixage : Jean Ristori, SAS Aquarius
- Producteur associé : Guy Byron
- Avec la participation de : Alexandro Jodorowsky, Jean "Moebius" Giraud, Fernando Arrabal, Peter Gabriel, Marcel Marceau, Jean-Pierre Vignau
- Durée : 91 min
- Langue : français
- Format mastering : D3
- Pays :  Suisse
- Date : 1994

## Autour du film
Le film se présente alors comme une mosaïque dont le contour se dessine progressivement, avec le concours des compagnons de route d’Alexandro Jodorowsky : - le dessinateur Jean "Moebius" Giraud avec qui il a écrit plusieurs bandes dessinées (L'Incal, Le Cœur couronné... ) et composé le story-board du film inachevé Dune, d'après le roman de Frank Herbert - Peter Gabriel avec qui il a écrit un autre film inachevé The Lamb Lies Down On Broadway (d’après le double et dernier album de l’ère Gabriel de Genesis et dont El Topo fut la principale source d’inspiration - Fernando Arrabal avec qui il a fondé le mouvement post-surréaliste Panique - Marcel Marceau dont il fut l’élève avant d’écrire pour lui quelques-unes de ses plus remarquables pantomimes - et enfin le Maître d’art martial et ancien champion du monde de karaté Jean-Pierre Vignau.